# Eliso Virsaladze
Eliso Virsaladze, en georgià ელისო ვირსალაძე (Tbilisi (Geòrgia, Unió de la RSS), 14 de setembre, 1942), és una dona músic, pianista i professor georgiana. Artista popular de Geòrgia (1974), Artista popular de l'URSS (1989). Guanyador del Premi Shota Rustaveli (1983) i del Premi Estatal de la Federació Russa (2000). Doctor honoris causa del Conservatori Estatal de Tbilisi. Cavaller de l'Ordre de la Insígnia d'Honor i de l'Orde Presidencial d'Excel·lència. Segons els experts en música, l'actuació de Virsaladze es caracteritza per una gran cultura musical, tècnica virtuosa i art. És àmpliament reconegut com un dels més grans pianistes dels temps moderns.

## Biografia
Joventut
El 1950-1960, va estudiar a l'Escola Central de Música Zakaria Paliashvili a la Dècada dels Talents, i el 1960-1966 al Conservatori Estatal de Tbilisi. La seva mestra va ser la seva pròpia àvia, una de les fundadores de l'Escola de Pianistes de Geòrgia, Artista del Poble de Geòrgia (1960), la professora Anastasia Virsaladze. Entre 1966 i 1968, va estudiar a l'escola de postgrau del Conservatori de Moscou, on els seus professors van ser Heinrich Neuhaus i Jacob Zack.
L'alumne de desè va fer el seu primer concert en solitari. Amb la seva actuació, el públic va escoltar dues sonates de Mozart, diversos intermezzos de Brahms, la vuitena de Schumann i la polca de Rakhmàninov. El 1957, als 15 anys, esdevingué la guanyadora del Festival de la Joventut Republicana, i el 1959, el guardó del VII Festival Mundial de la Joventut i els Estudiants de Viena (segon premi, medalla de plata). Des de 1959, fou solista de la Filharmònica de Tbilisi i, des de 1977, solista de la Filharmònica de Moscou.
L'art d'Eliso Virsaladze ha guanyat un ampli reconeixement internacional. És guardonat del Concurs de la Unió de Moscou (1961, tercer premi) i del Concurs Internacional Txaikovski (1962, tercer premi), així com del Concurs Internacional Schumann de Zwickau (RDA) (1966, primer premi).

## Carrera
El repertori de la pianista inclou obres de compositors d'Europa occidental dels segles XVIII-XIX (Beethoven, Liszt, Mozart, Chopin, Schubert, Schumann), així com obres de Txaikovski, Prokofiev i Xostakóvitx.
Eliso Virsaladze dirigeix i dirigeix regularment concerts a molts països del món. Va actuar amb èxit als escenaris de concerts de Londres, Milà, Roma, París, Lisboa, Berlín. A més, Virsaladze realitza gires per Israel, Amèrica i Japó. Col·labora fructíferament amb les principals orquestres de França, Alemanya, Itàlia, Espanya, Suïssa, Estats Units d'Amèrica i altres països, entre les quals l'Orquestra Filharmònica de Sant Petersburg i l'Orquestra Filharmònica de Londres Ha actuat repetidament davant d'europeus, americans i públic japonès. Al llarg dels anys, va col·laborar amb directors tan autoritzats com Rudolph Barshai, Antony Beatty, Kurt Zanderling, Wolfgang Zavalisch, Kirill Kondrashin, Kurt Mazur, Riccardo Muti, Gennady Rozhdestvensky, Yevgeny Svetlanov, Yuri Temirkanov i altres.
Les obres dels compositors georgians tenen un lloc important en la creativitat del músic. A més, al llarg dels anys, va col·laborar amb directors georgians, entre els quals hi havia i hi ha destacats representants de l'art i la cultura georgians: Zaza Azmaifarashvili, Jemal Gokieli, Odisei Dimitriadi, Djànsug Kakhidze, Vakhtang Kakhidze, Vakhtang Jordania, Zakaria Khurodze i altres.
El seu treball va ser molt apreciat per músics tan grans com Alexander Goldenweiser, Heinrich Neuhaus, Jacob Zak, Maria Greenberg, Svyatoslav Richter i altres.[9] Per invitació de Richter, Eliso Virsaladze va participar en diversos festivals internacionals, com ara festivals anomenats "Festivals musicals a Tureni" i "nits de desembre". Des de 1990, és un participant constant del Festival Croith, i des de l'any 2000, del Festival Internacional de Moscou dedicat a la memòria d'Oleg Kagan.
Les discogràfiques - "Мелодия", "Русский диск" i "Live Classics" han publicat molts enregistraments del treball d'Eliso Virsaladze.
Des de 1975, el músic és convidat com a membre del jurat de concursos internacionals. Entre ells: el nom de Peter Txaikovski (Moscou), el nom de la reina Elisabeth (Brussel·les), el nom d'Arthur Rubinstein (Tel-Aviv), el nom de Robert Schuman (Zwickau) i altres.

## Festivals i projectes
El 1984, el seminari-festival internacional anual de música de cambra "Keba Vazi" es va establir a Telavi per iniciativa i lideratge del pianista. No tenia anàlegs al territori de l'antiga Unió Soviètica i representava un festival musical únic de classe i importància internacional, tant pel seu format (sèrie de concerts, classes obertes) com per la composició dels participants. Els músics joves, talentosos i prometedors van tenir la millor oportunitat: d'una banda, presentar àmpliament la seva creativitat i, d'altra banda, assistir a classes magistrals amb artistes reconeguts. A més, els oients van tenir l'oportunitat de conèixer l'obra de músics de fama mundial.
A la dècada de 1990, a causa dels esdeveniments polítics i la difícil situació econòmica de Geòrgia, el festival va deixar d'existir i no es va tornar a celebrar després de 1994. L'any 2010, la pianista va aconseguir restaurar el festival, aquesta vegada amb un nou nom: "Festival Internacional de Música a Telavi" i des de llavors, se celebra cada any amb el suport del Ministeri de Cultura. Tradicionalment, el festival acull músics de classe mundial de diferents generacions a Telavi.
Des del 3 al 13 d'octubre de 2018 s'ha celebrat tradicionalment a Telavi un festival internacional de música amb el suport del Ministeri de Cultura i l'organització del Centre de Música Clàssica. Sis dels deu concerts inclosos en el programa del festival es van organitzar al "Telavi State Drama Theatre", un a l'escola de música que porta el nom de Niko Sulkhanishvili i un a Tsinandali, a la casa-museu d'Alexander Chavchavadze. Al territori del museu es van fer dos concerts més. Davant del públic van aparèixer pianistes brillants de diferents generacions: la fundadora i directora artística del festival, Eliso Virsaladze, el músic de fama mundial Boris Berezovski, el famós pianista Alexander Korsantia, el guardonat del Concurs de Piano Arthur Rubinstein 2017 i el guanyador del el premi de simpatia del públic, Daniel Chobanu Kinda L'aclamat violinista Matvei Blumin, de 14 anys, guardonat amb concursos internacionals de violoncel·listes, un dels representants destacats de la jove generació, Alexander Rami i Bruno Philipp, l'Orquestra del Festival Internacional dirigida per Ariel Zukerman, també com l'Orquestra de Cambra Estatal de Tbilisi "Georgia Sinfonietta", que va celebrar el seu desè aniversari concert celebrat.
El Centre de Música Clàssica Eliso Virsaladze va dur a terme una sèrie de projectes importants. Entre ells el projecte "Música clàssica en un espai alternatiu". L'esmentat projecte té com a objectiu la celebració de concerts de música clàssica en espais alternatius -museus, biblioteques, galeries i altres sales alternatives, que contribuiran a la seva divulgació, augmentant el nombre d'oients i l'interès dels joves pel gènere de la música clàssica.
El 17 d'octubre de 2018, a la Conselleria de Cultura, es va fer una presentació del projecte iniciat pel Centre de Música Clàssica Eliso Virsaladze — "Concerts de música clàssica en un espai alternatiu". L'acte va ser presidit pel primer viceministre d'Educació, Ciència, Cultura i Esports de Geòrgia, Mikheil Giorgadze, el director artístic del "Centre de Música Clàssica" Eliso Virsaladze i la directora del programa del mateix centre Maya Kokochashvili.
Del 21 al 29 de setembre de 2019, el "Telavi Drama Theatre" va acollir un festival internacional de música a Telavi, organitzat pel Centre de Música Clàssica Eliso Virsaladze i amb el suport del Ministeri de Cultura.</ref>რადიოკალენდარი — ელისო ვირსალაძე და მუსიკის ფესტივალი თელავში. 1tv.ge. ციტირების თარიღი: 18 აპრილი, 2020.</ref> Juntament amb Eliso Virsaladze, els guardonats dels concursos internacionals - Jan Chakmuri i Nikoloz Namoradze famosos violinistes - Kolya Blakheri i Fumiaki Miura el guardonat dels concursos internacionals de violoncel·listes, un dels la jove generació -Un dels violoncel·listes més destacats, Alexander Buzlov, el quartet de corda de David Oistrakh i el cor de cambra de dones de Gori. L'orquestra del festival incloïa l'Orquestra de Cambra Estatal de Tbilisi "Georgian Sinfonietta", així com l'orquestra del Teatre Estatal d'Òpera i Ballet de Tbilisi, així com músics convidats de l'estranger. Juntament amb els concerts, la classe magistral d'Eliso Virsaladze va ocupar un lloc important a l'esmentat festival.
Els dies 6 i 15 de desembre del mateix any, organitzat pel Centre de Música Clàssica Eliso Virsaladze, el projecte "Música clàssica en un espai alternatiu" va tornar a celebrar un cicle de concerts en què van participar premiats de concursos internacionals i músics de renom mundial. L'esdeveniment va comptar amb el suport del Ministeri de Cultura de Polònia i el Ministeri de Cultura de Geòrgia.

## Activitat pedagògica
Des de 1967, juntament amb les actuacions de concerts, Eliso Virsaladze s'ha dedicat a activitats docents fructíferes al Conservatori de Moscou, primer com a ajudant de Lev Oborin (fins al 1970), i després com a ajudant de Jacob Zak (1970-1971). Ha dirigit la seva pròpia classe des de 1971, des de 1977 és professor de la càtedra del professor Lev Vlasenko, des de 1994 — un professor de la mateixa càtedra. Paral·lelament, del 1995 al 2011, va ser professor a l'Escola de Música de Munic i des del 2010 a la Scuola di Musica di Fiesole[38] de Florència. També és professor visitant honorari al Conservatori de Tòquio. Entre els seus estudiants hi ha els premiats de les competicions internacionals més grans: Lilian Akofova, Boris Berezovsky, Vladislav Bronevetsky, Alexei Volodin, Sergey Voronov, Ekaterina Voskresenskaya, Jacob Katsnelson, Dmitry Kaprin, Daniil Kirilov, Dinara Clinton, Marina Kolomiitseva, O. Maceratina, E. Mirkasimova, Mamikon Nakhapetov, Alexander Osminin, Ekaterina Richter, Alexander Shaykin, D. Shishkin, Tatyana Chernichka, A. Khachaturian, Stanislav Khegai i altres.
El 2007, Eliso Virsaladze va rebre el títol de guardonat del Premi Estatal de Geòrgia, i el 2009, pels seus serveis especials a Tbilisi, pel seu servei llarg i impecable i la seva alta habilitat professional en la reconstrucció del país, se li va concedir el títol de ciutadà honorari de Tbilisi.
L'octubre de 2012, segons la decisió de l'Ajuntament de Telavi, Eliso Virsaladze va rebre el títol de ciutadà honorari de Telavi pels seus serveis especials a la ciutat.
El 2014, l'empremta de la mà d'Eliso Virsaladze es va presentar a l'Arc dels Immortals del Museu Estatal de Teatre, Cinema, Música i Coreografia de Geòrgia com a senyal de reconeixement a la seva contribució especial al tresor de l'art musical mundial i al gran servei a Geòrgia.
L'octubre de 2015, Rezo Kiknadze, rector del Conservatori Estatal de Tbilisi, va concedir a Eliso Virsaladze el doctorat honoris causa del Conservatori Estatal Vano Sarajishvili per la seva contribució a l'art musical i l'educació.
El 2013 va rebre l'Ordre del Mèrit i el 2017 va rebre l'Ordre d'Excel·lència Presidencial per la seva especial contribució personal al desenvolupament de l'art de la música mundial i pels seus molts anys de fructífera tasca creativa, pedagògica i pública.

## Premis i reconeixements
- 1959: guardonat del 7è Festival Mundial de la Joventut i Estudiants de Viena (segon premi, medalla de plata)
- 1961: Laureat del Concurs de Músics-Intèrprets de la Unió de Moscou (tercer premi)
- 1962: guardonat del II Concurs Internacional Txaikovski de Moscou (tercer premi, medalla de bronze)
- 1966: Guanyador del 4t Concurs Internacional Zwickau Schuman (primer premi, medalla d'or)
- 1971: Artista popular de la RSS de Geòrgia
- 1976: Premi Robert Schuman[43][44]
- 1983: Premi estatal que porta el nom de Shota Rustaveli
- 1989: Artista popular de l'URSS
- 1991: Premi estatal que porta el nom de Zakaria Paliashvili
- 1999: Premi Estatal de la Federació Russa en el camp de l'art i la literatura (per als programes de concerts de 1995-1999)
- 2007: Ordre "Per mèrits al patrimoni" 4t grau
- 2009: ciutadà honorari de Tbilisi
- 2012: Ciutadà d'honor de Telavi
- 2013: Orde d'Honor
- 2015 : Doctorat Honoris Causa del Conservatori Estatal Vano Sarajishvili[2]
- 2017: Ordre d'Excel·lència Presidencial

## Discografia
- 1965: F. Chopin – Sonata núm. 3 en si menor, op. 58 (Melodia)[45]
- 1969: W. Mozart – Concert núm. 15 per a piano i orquestra / Concert núm. 17 per a piano i orquestra (Melodia)[46]
- 1970 : F. Chopin – Piano Works (Melody)[47]
- 1971: R. Schumann – Kreisleriana, Op. 16 / Carnaval, Op. 9 (Melodia)[48]
- 1972: W. Mozart – Concertos núms. 18, 23 Per a piano i orquestra (Melodia)[49]
- 1972: W. Mozart – Concert per a piano amb orquestra núm. 18 i 23 (Melodia)[49]
- 1973: W. Mozart – Concert núm. 25 per a piano i orquestra / Concert núm. 1 per a piano i orquestra (Melodia)[50]
- 1973: W. Mozart – Concert núm. 22 per a piano i orquestra / Concert núm. 28 per a piano i orquestra (Melodia)[51]200}
- 1973: W. Mozart – Concert núm. 12 per a piano i orquestra / Concert núm. 19 per a piano i orquestra (Melodia)[52]
- 1974 : J. S. Bach, J. Haydn – Concert per a piano i orquestra (Melodia)[53]
- 1974: Eliso Virsaladze interpreta obres de Fryderyk Chopin (Melodia)[54]
- 1976: Concert núm. 2 per a piano amb orquestra (melodies de muntanya) (Melodia)[55]
- 1976: W. Mozart – Concert núm. 11 per a piano i orquestra / Concert per a dos pianos i orquestra (Melody)[56]
- 1977 : W. A. Mozart – Klavierkonzert B-dur KV 456 · Klavierkonzert A-dur KV 488 (Melody Eterna)[57]
- 1978 : W. Mozart / L. Beethoven – Rondo / Sonata No. 10 / Sonata No. 23 (Melodia)[58]
- 1978: W. A. Mozart, L. Beethoven – Piano Music (Melody)[59]
- 1980: F. Chopin – Sonata núm. 3 en do menor, op. 58 / Balada núm. 3 en la bemoll Mahor, Sotxi. 47 (Melodia)[60]
- 1985 : Robert Schumann: Fantasia C major op.17 / Frédéric Chopin: Polonaise-Fantasie A flat Major op.61 (Melody)[61]
- 1985 : R. Schumann – Sonata núm. 1 / F. Liszt – Rhapsodie Espagnole (Melodia)[62]
- 1990 : W. A. Mozart – Concertos per a dos i tres pianos, KV 365, 242 (Мелодия)[63]2020}
- 1991: Elisso Wirssaladze – Robert Schumann (Enregistrament en directe: 15.04.1991 - Liederhalle Stuttgart) (Clàssics en directe)[64]
- 1991: W. A. Mozart – Ensembles de cambra (Мелодия)[65]
- 1991: Elisso interpreta Schumann (Clàssics en directe)[66]
- 1992 : Bach, Brahms & Grieg: Kagan Music Festival Kreuth 1991 (Natalia Gutman, Elisso Wirssaladze) (Live Classics)[67]
- 1996: Elisso interpreta Mozart i Prokofiev (Clàssics en directe)[68]
- 1996 : Eliso Virsaladze interpreta Chopin (Мелодия)[69]
- 1997: Schubert: Wanderer-Fantasie/Impromptus (Clàssics en directe)[70]
- 1998: Chopin: Etudes (Clàssics en directe)[71]
- 1998: Schubert – In Memoriam: Sviatoslav Richter (Clàssics en directe)[72]
- 1999 : Elisso Wirssaladze interpreta Chopin (Clàssics en directe)[73]
- 2000 : Schumann: Piano Sonata 1 & 2; Waldszenen (Clàssics en directe)[74]
- 2000 : Elisso Toca Liszt & Shostakovich (Clàssics en directe)[75]
- 2000: Elisso al Japó – Chopin (Clàssics en directe)[76]
- 2003: Elisso interpreta a Mozart i Txaikovski (Clàssics en directe)[77]
- 2005 : Mozart: Concerts per a 2 i 3 pianos (Nikolai Lugansky / Tatiana Nikolayeva / Saulius Sondeckis / Eliso Virsaladze)[78]
- 2011 : Eliso Virsaladze Live – Chopin i Schumann (Мелодия)[79]

## Revistes periòdiques
- Festival de música Telavi // "Copyright", 2012, núm. 4, p. 85.
- Renaixement: Festival Internacional de Música de Telavi // "Tabula", 2010, núm. 29. 25-31 d'octubre, p. 66.
- Amaglobeli, Rati., Eliso Virsaladze: El dret a la pausa // "Xocolata calenta", 2010, núm. 65, p. 44–50.
- Akhmeteli, Manana., Eliso Virsaladze // "The World of Permanent Connection", 2012, núm. 4(56), p. 40–42.
- Akhmetel, Manana., dedicat a Eliso Virsaladze // "Música", 2013, núm. 1(15), p. 62–63.
- Bukhrikidze, Davit., Església de Tbilisi // "Liberal", 2011, núm. 74. 2-8 de maig, p. 52–53.
- Gabunia, Dato., Brava, Eliso: ressenya de culte // "Xocolata calenta", 2008, núm. 39, p. 26.
- Gegechkor, G., Eliso Virsaladze: un retrat creatiu d'un pianista // "Art soviètic", 1975, núm. 12, p. 30–33.
- Tevdoradze, Jemal., Eliso Virsaladze: biografia creativa d'un jove pianista // "Art soviètic", 1965, núm. 7, p. 76–78.
- Makharadze, Tamar., Lliçó de música: entrevista // "Episodi", 2011, núm. juliol, p. 52–68.
- Meskhi, Rusudan., Diaris del festival // "Música", 2012, núm. 4, p. 24–27.
- Takidze, rev., al famós aniversari // "Música", 2013, núm. 1(15), p. 64–65.
- Toradze, Gulbat., concert del professor A. Virsaladze i E. Amb la participació de Virsaladze // "Art soviètic", 1956, núm. 2, p. 62.
- Toradze, Gulbat., interpretat per Eliso Virsaladze // "Art soviètic", 1959, núm. 1, p. 30–31.
- Toradze, Gulbat., Les impressions continuen la vida // «Art soviètic», 1962, núm. 12, pàg. 17–22.
- Toradze, Gulbat., Calidoscopi de festivals de música // "Música", 2010, núm. 1, p. 29–37.
- Cipin, G., Eliso Virsaladze: el camí creatiu d'un pianista // "Khelovneba", 1993, núm. 7-8, p. 12-18.
- Kavtaradze, Nana., A moment in eternity: Eliso Virsaladze and Richter // "Música", 2015, núm. 2(23), p. 81.
- Kutateladze, de Rusu; Japaridze, Mzia., Interludi del festival de música: entrevista // "Música", 2014, núm. 1(19), p. 20.
- Japaridze, Mzia., Festival Telavi i "Ex Contrario" de Gia Kanchel // "Música", 2010, núm. 2, p. 7-9.
- Александров, B., Eliso Virsaladze (рецензия на концерт) (rus) // "Советская музыка", 1971, № 10, p. 94–95.
- Зеттель, И., Играет Елисо Вирсаладзе (rus) // "Советская музыка", 1963, núm. 5, p. 100–102.